# Spórka
Spórka (deutsch Sporken) ist ein Ort in der polnischen Woiwodschaft Ermland-Masuren. Er gehört zur Gmina Łukta (Landgemeinde Locken) im Powiat Ostródzki (Kreis Osterode in Ostpreußen).

## Geographische Lage
Spórka am Westufer des Eissing-Sees (polnisch Jezioro Isąg) liegt im Westen der Woiwodschaft Ermland-Masuren, 14 Kilometer nordöstlich der Kreisstadt Ostróda (deutsch Osterode in Ostpreußen).

## Geschichte
Das kleine Dorf Sporkeim, vor 1785 Sporkhen und nach 1785 Spurken genannt, wurde 1543 erstmals urkundlich erwähnt. Bis 1945 war das Dorf ein Ortsteil von Worleinen (polnisch Worliny) im Kreis Osterode in Ostpreußen.
Im Jahre 1945 wurde Sporken in Kriegsfolge mit dem gesamten südlichen Ostpreußen an Polen überstellt. Das Dorf erhielt die polnische Namensform „Spórka“ und ist heute in das Schulzenamt (polnisch Sołectwo) Worliny (Worleinen) eingegliedert. Somit gehört es zum Verbund der Landgemeinde Łukta (Locken) im Powiat Ostródzki (Kreis Osterode in Ostpreußen), bis 1998 der Woiwodschaft Olsztyn, seither der Woiwodschaft Ermland-Masuren zugehörig.

## Kirche
Bis 1945 war Sporken in die evangelische Kirche Locken in der Kirchenprovinz Ostpreußen der Kirche der Altpreußischen Union, außerdem in die römisch-katholische Kirche Osterode in Ostpreußen eingepfarrt. Heute gehört Spórka katholischerseits zur Pfarrei Łukta (Locken) im Erzbistum Ermland, evangelischerseits zur Kirche Łęguty (Langgut), einer Filialkirche von Ostróda in der Diözese Masuren der Evangelisch-Augsburgischen Kirche in Polen.

## Verkehr
Spórka liegt an der Woiwodschaftsstraße 531, die Łukta mit Podlejki (Podleiken) an der Landesstraße 16 (ehemalige Reichsstraße 127) verbindet. Ein Bahnanschluss besteht nicht.